# Gonodonta ditissima
Gonodonta ditissima är en fjärilsart som beskrevs av Walker 1858. Gonodonta ditissima ingår i släktet Gonodonta och familjen nattflyn. Inga underarter finns listade i Catalogue of Life.